# Roger Kimball
Roger Kimball (Maine, 1953) è un critico d'arte statunitense, di orientamento conservatore.
È stato co-autore e direttore della rivista d'arte The New Criterion, nonché responsabile della casa editrice Encounter Books, che pubblica autori di orientamento conservatore, e della Transaction Publishers, specializzata nel campo delle scienze sociali.
All'inizio degli anni '90 acquisì una certa notorietà con la pubblicazione del libro intitolato Tenured Radicals: How Politics Has Corrupted Higher Education. Membro del direttivo del Manhattan Institute for Policy Research e del Ralston College, un collegio di arti liberali con sede a Savannah, in Georgia, è stato presidente del programma William F. Buckley, Jr. a Yale, del direttivo del St. John's College (Annapolis/Santa Fe); ha anche fatto parte del Board of Visitors del St. John's College (Annapolis/Santa Fe) e del Board of Transaction Publishers. Il 7 maggio 2019 gli ha ricevuto il Bradley Prize a Washington  e il 12 settembre 2019 il Thomas L. Phillips Career Achievement Award dall'organizzazione The Fund for American Studies di Washington.

## Biografia
Frequentò la Cheverus High School dei gesuiti di Portland, nel Maine, conseguendo il Bachelor of Arts in filosofia e greco classico al collegio privato di arti liberali di Bennington. Completò il Master post laurea al'Università di Yale nel '78 e l'M. Phil. in filosofia nel 1982.
Ha collaborato con i seguenti periodici: The Wall Street Journal, National Review, The Spectator, The New Criterion, The Times Literary Supplement, The New York Sun, Modern Painters, Literary Review, The Public Interest, Commentary, The New York Times Book Review, The Sunday Telegraph, The American Spectator, The Weekly Standard ed il The National Interest. Dall'autunno del 2007 a marzo del 2019 ha curato la rubrica intitolata Roger's Rules per PJ Media, un blog partecipativo di stampo conservatore, oltre a curare i blog New Criterion, American Greatness e The Spectator USA (un'edizione americana del settimanale inglese The Spectator).
Ha realizzato vari articoli e libri diretti polemicamente contro ciò che vede come la politicizzazione e l'appiattimento della cultura e delle arti occidentali. I suoi saggi pubblicati nella rivista The New Criterion e libri quali Experiments Against Reality e Lives of the Mind si focalizzano su figure del canone occidentale il cui lavoro si ritiene sia stato trascurato o frainteso: G.C. Lichtenberg, Robert Musil, Walter Pater, Anthony Trollope, Milan Kundera e P. G. Wodehouse, così come storici e filosofi del calibro di Plutarco, Hegel, Walter Bagehot, George Santayana, David Stove, Raymond Aron e Leszek Kołakowski.
Inoltre, Kimball ha pubblicato regolarmente opere relative al mondo dell'arte, quali saggi su Delacroix Vuillard, Robert Motherwell, Frank Stella e Robert Rauschenberg. ai quali seguirono una serie di testi che rinnovarono l'attenzione per il realismo classico come uno dei movimenti dell'arte contemporanea che sono rimasti fedeli ai valori e alle tecniche tradizionali dell'arte rappresentativa.
Nel 2012, diede alle stampe The New Leviathan,, una serie di testi di orientamento conservatore, con la prefazione di George Will e il contributo di John R. Bolton, Richard Epstein, Victor Davis Hanson, Andrew C. McCarthy, Michael B. Mukasey e Glenn Reynolds.
Sebbene inizialmente critico nei confronti di Donald Trump per gran parte delle primari delle elezioni presidenziali del 2016, infine supportò la sua candidatura alla Casa Bianca. A luglio del 2017, Kimball scrisse un articolo che confrontava il discorso di Donald Trump del 2017 a Varsavia con l'orazione funebre di Pericle di Atene durante la Guerra del Peloponneso.